# Jean Henric Bedoire
Jean Henric Bedoire (franskt uttal: [bɛdwaʁ]), född 7 september 1786 i Västanfors, död 5 november 1841 i Molnebo, var en svensk brukspatron.

## Biografi
Jean Henric Bedoire var son till Jean Frederic Bedoire och Anna Wikström Hansdotter Lärka. De tillhörde släkten Bedoire, som var huggenotter. 
Molnebo säteri med järnbruk och underlydande gårdar fick 1821 en ny ägare: brukspatron Jean Henric Bedoire. Han hade tidigare ägt Gysinge bruk med underlydande egendomar. Detta hade han sålt på grund av den dåliga konjunkturen för järnbruk. Molnebo hade ett mer lönsamt jordbruk. Jean Henric var kroppsligt stark, vilket han kunde visa beroende på ett hetsigt humör, men också charmig och godmodig mot sina underlydande, hjälpsam mot de fattiga och kunnig i homeopatisk medicin. Folket i bygden livnärde sig nödtorftigt på gröt och potatis, smaksatt med saltströmming. Molnebo herrgård bjöd däremot på slaktoxar, gödkalvar, färsk fisk från Vansjön, skogsfåglar och harar från den egna skogen och inköpta exklusiva kryddor och viner. Det kunde till och med serveras hummer och ostron vid festligare tillställningar. Detta framgår av hushållets bokföring.
Årsproduktionen av stångjärn höll sig runt 150 ton, men lönsamheten kunde variera kraftigt på grund av de ojämna konjunkturerna. Manufakturverket byggdes ut och man tillverkade spik i dimensioner på 3-7 tum, spik för takspån och liknande produkter. Varje vinter forslades cirka 300 lass med vardera drygt ½ ton tackjärn från byhyttorna i Karbenning till Molnebo. Den sträckan är nio mil och en resa tog ungefär tre dagar. Ibland kunde forkarlarna få returlast till exempel spannmål. Därmed ökade intäkten från arbetet. Det utsmidda järnet forslades nu till Enköpings hamn.
Jordbruket var under denna period mycket hantverksmässigt. Dikesgrävning, röjning och nyodling fortsatte på nya områden. Odlingarna i jordbruket omfattade korn, havre, blandsäd, ärter, råg och potatis. Hö slogs och sparades till vintern i lador. Brännvin dracks dagligen. Det hette att öl och sprit var ett hjälpmedel för fattigt folk att stå ut med en grå och trist tillvaro, men även de som hade det gott ställt var storkonsumenter.
Flera nya byggnader uppfördes, manufakturverket och tegelbruket byggdes ut, kontor och bostäder till bruksinspektorn och bokhållaren uppfördes. Sågverket byggdes om. Under Bedoires tid byggdes en ny loge som försågs med ett stationärt tröskverk. Tröskverk byggdes också i Ramsjö år 1840. På grund av ohälsa och sviktande ekonomi beslöt Bedoire efter år 1840 att sälja bruket med tillhörande lantegendomar.